# کشتارهای یلگاوا
کشتارهای یلگاوا به کشتار مردم یهودی شهر یلگاوا، لتونی گفته می‌شود در نیمه دوم ژوئیه یا اوایل اوت ۱۹۴۱ رخ دادند. کشتارها توسط واحدهای پلیس آلمان به فرماندهی آلفرد بکو انجام شدند، و پلیس کمکی لتونی به فرماندهی مارتینش واگولانس در آن‌ها مشارکت فعال داشتند.

## پیشینه
یلگاوا شهری در لتونی است که در حدود ۵۰ کیلومتری جنوب ریگا واقع شده‌است. این شهر زمانی پایتخت دوک‌نشین کورلاند بود، تا اینکه این دولت نیمه‌مستقل در سال ۱۷۹۵ توسط امپراتوری روسیه تصرف شد. یلگاوا شهر اصلی منطقه زمگاله لتونی، یکی از چهار منطقه اصلی کشور است. . نام آلمانی یلگاوا میتائو است. یهودیان از اوایل سده شانزدهم زندگی در یلگاوا را آغاز کردند و این آغاز حضور یهودیان در لتونی بود. بسیاری از رهبران جنبش صهیونیستی از یلگاوا بودند.
در ۲۲ ژوئن ۱۹۴۱، نیروهای مسلح آلمان به کشورهای اتحاد جماهیر شوروی، از جمله کشورهای بالتیک، که اخیراً به زور در اتحاد جماهیر شوروی گنجانده شده بودند، حمله کردند. آلمانی‌ها به سرعت درون لیتوانی پیشروی کردند، وارد لتونی شدند و در ۲۹ ژوئن ۱۹۴۱ یلگاوا را گرفتند.

## آغاز کشتارها
حکومت اشغالی گماشته شده توسط نازی‌ها بنا داشت بلافاصله پس از حمله، تعداد هرچه بیشتری از افراد «نامطلوب» را بکشد. «عناصر نامطلوب» در کشورهای بالتیک شامل کمونیست‌ها، کولی‌ها، بیماران روانی و به ویژه یهودیان بودند. قتل‌ها قرار بود توسط چهار واحد موسوم به «گروه‌های مأموریت ویژه» انجام شوند که به آینزاتس‌گروپن معروف بودند. واحد مسئول برای کشورهای بالتیک آینزاتس‌گروپ A بود که در ابتدا تحت فرماندهی فرانتس اشتالکر قرار داشت. اس دی نازی بیشتر پرسنل آینزاتس‌گروپن را تأمین می‌کرد. یلگاوا در جاده مبان شولی، لیتوانی، و شهر بزرگ و پایتخت لتونی، ریگا واقع شده بود. هنگامی که آینزاتس‌گروپ A وارد لتونی شد، فرمانده آن، اشتالکر، اندکی پس از تصرف یلگاوا به آن شهر وارد شد تا واحدی از لتونیایی‌ها را برای انجام همان وظایف اس دی آلمان و آینزاتس‌گروپن سازماندهی کند.
بخشی از برنامه نازی‌ها برای یهودیان لتونیایی استفاده از پروپاگاندا، از جمله روزنامه‌ها، برای ارتباط دادن یهودیان به کمونیست‌ها و NKVD بود که در لتونی به دلیل اشغال توسط شوروی منفور شده بودند. در ۳۰ ژوئن ۱۹۴۱ در یلگاوا، Nacionālā Zamgale (زمگاله ملی) نخستین روزنامه ای در لتونی تحت کنترل نازی‌ها شد که کار خود را در ۳۰ ژوئن ۱۹۴۱ آغاز کرد. اشتالکر، احتمالاً با توافق قبلی، کشاورز و روزنامه‌نگار لتونیایی واگولانس را به عنوان سردبیر Nacionālā Zamgale و همچنین فرمانده واحد اس دی لتونی در یلگاوا برگزید، و وی بعدها به کماندو واگولانس معروف شد. نوشتار اصلی در نخستین شماره Nacionālā Zamgale از آدولف هیتلر و نیروهای مسلح آلمان ستایش کرد، و جنایات در زمان اشغال لتونی توسط شوروی را نتیجه همدستی یهودیان با کمونیست‌ها دانست. مقالات ضدیهودی مشابهی در هر شماره از نشریه به چشم می‌خوردند. برای نمونه، عنوان اصلی شماره ۳ ژوئیه ۱۹۴۱ نشریه «رها از غارتگران و قاتلان بلشویک یهودی» بود. نحوه و سبک این محکوم کردن‌ها با پروپاگاندای ضدکمونیستی در لتونی پیش از جنگ متفاوت بودند و نشان از کنترل مستقیم آلمان‌ها بر روند تحریریه داشتند.
واگولانس عضو پرکون‌کراستس (در لتونیایی به معنی صلیب شکسته)، یک سازمان فاشیست لتونیایی در دهه ۱۹۳۰ بود. او ادعا کرد که اتفاقی اشتالکر را در بزرگراه منتهی به ریگا ملاقات کرده بود، اما ازرگایلیس تاریخ‌دان، این ادعا را زیر سؤال برده و می‌گوید که نمی‌توان این احتمال را که واگولانس از جمله عوامل اس‌دی پیش از جنگ در لتونی بوده‌است، رد کرد. آلمانی‌ها در یلگاوا در پس زمینه باقی ماندند و این واگولانس بود که کشتارها را سازمان می‌داد.

## آتش زدن کنیسه‌ها

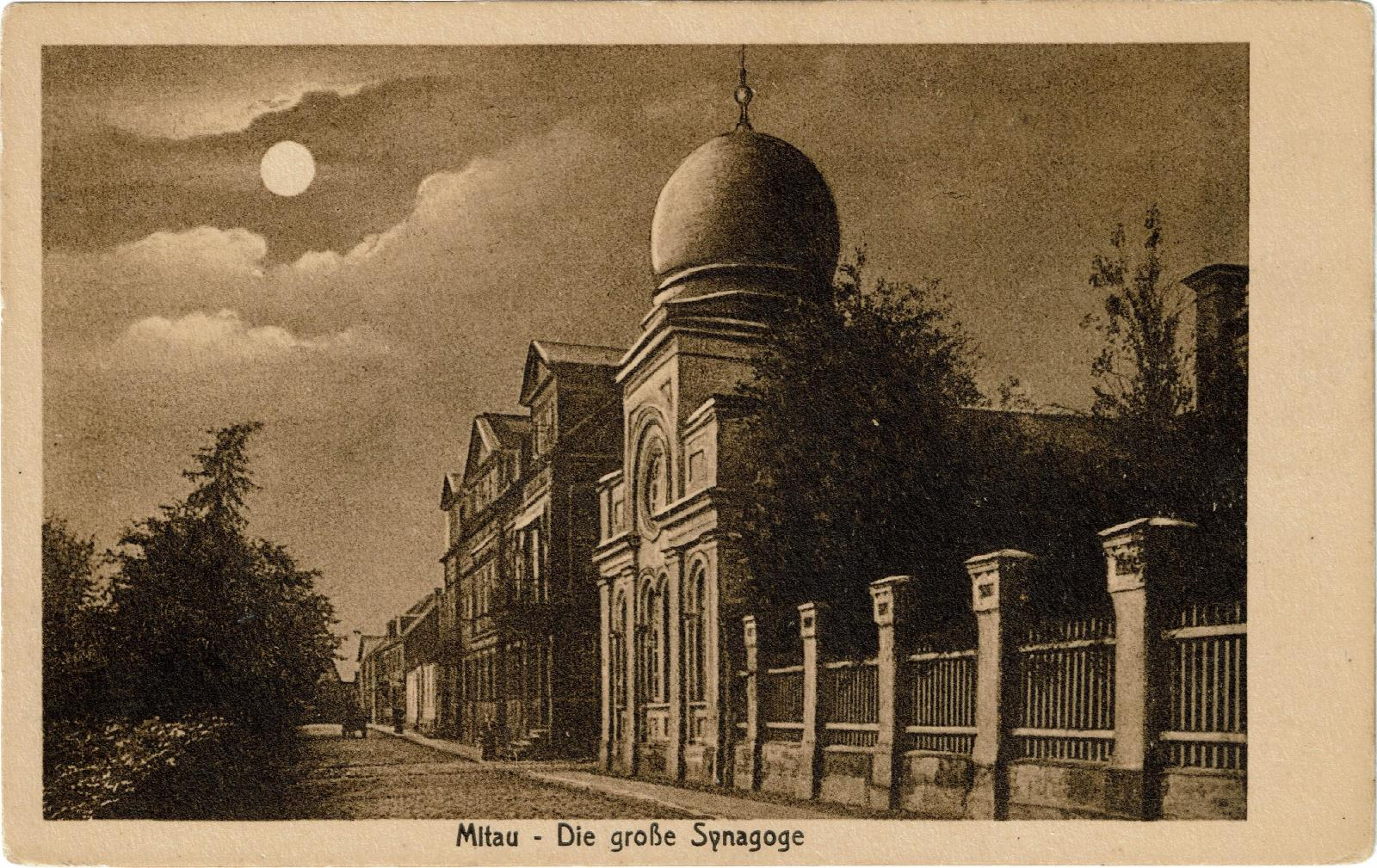
کنیسه اصلی شهر یلگاوا (عکسی قدیمی از یک کارت پستال)

دو یا سه روز پس از تصرف شهر توسط آلمانی‌ها، کنیسه اصلی یلگاوا ظاهراً توسط آلمانی‌ها با استفاده از نارنجک دستی و بنزین به آتش کشیده شد. با آغاز آتش‌سوزی، محافظانی که کلاه ایمنی آلمانی پوشیده بودند، ساختمان را محاصره کردند. روز بعد در شهر گفته شد که ربی از ترک کنیسه خودداری کرد و به همین دلیل کشته شد، و شاید دیگر یهودیانی نیز در کنیسه سوخته باشند، یا در بیرون از آن تحت خشونت قرار گرفته باشند. برخی از مردم لتونیایی حاضر در جریان آتش‌سوزی اقدام به ابراز همدردی با یهودیانی کردند که ناچار شده بودند با راه رفتن از کنار کنیسه، شاهد سوختن نمازخانه خود شوند.

## کشتار
تاریخ کشتار یهودیان یلگاوا را نمی‌توان به‌طور دقیق تعیین کرد. این رویداد یا آخر هفته ۲۵ تا ۲۶ ژوئیه یا ۲ تا ۳ اوت رخ داد، و شواهدی از هر دو تاریخ پشتیبانی می‌کند. سند پشتیبان تاریخ ۲ تا ۳ اوت برای کشتارهای دستورالعملی از واگولانس صادره به تاریخ ۱ اوت ۱۹۴۱ است:
من فرمان می‌دهم که همه یهودیان یلگاواو محله‌های اطراف محوطه شهر را تا ۲ اوت، ساعت ۱۲:۰۰ ظهر، ترک کنند. با کسانی که در عدم تبعیت از این فرمان مجرم شناخته شوند تحت قوانین جنگی برخورد خواهد شد.
جنبه‌هایی از کشتار یلگاوا همچنان مبهم باقی مانده‌اند. اینکه آیا در طول یک آخر هفته تنها یک تیراندازی مداوم انجام شده‌است یا چند تیراندازی کوچکتر، هنوز مشخص نیست. تعداد دقیق قربانیان مشخص نیست و برآوردهای گوناگون ۱۵۰۰، ۱۵۵۰ و ۲۰۰۰ تن پیشنهاد شده‌اند. مرد اس‌دی آلمانی مسئول تیراندازی‌ها آلفرد بکو بود، که در دادگاه خود در سال ۱۹۶۸ در آلمان غربی گفت که وی تنها دستورهای مرد اس‌دی لاتویایی، واگولانس، را دنبال می‌کرد. بکو همچنین ادعا کرد که از سوی رودولف باتس به وی دستور داده شده بود که یک گروه آینزاتس‌کماندو را برای کشتن یهودیان به یلگاوا ببرد. بکو شهادت داد که او تنها چند روز در یلگاوا به سر برد، آنجا را ترک کرد، و از آن زمان به بعد در شوک به سر می‌برد. به نظر می‌رسد مکان کشتار در منطقه تمرینی تیراندازی سابق ارتش لتونی واقع در حدود ۲ کیلومتری جنوب یلگاوا، نزدیک بزرگراهی که به شولی در لیتوانی می‌رسید، بوده باشد.
به گفته یک شاهد، ویلهلم آدلت، که در یک تیراندازی سه روزه فرمانده نیروهای نگهبان اطراف مکان تیراندازی بود، مردان، زنان و کودکان، به میدان تیراندازی آورده شدند، و در آنجا در هر روز، گروه را ناچار به کندن گودال‌هایی با طول حدود ۲۰ تا ۵۰ متر و ژرفای ۲ متر می‌کردند. آن‌ها مجبور می‌شدند لباس‌های خود را درآورده و هرگونه اشیای قیمتی را که به همراه داشتند تحویل دهند. قربانیان توسط پلیس‌های کمکی لتونی با اسلحه و بازوبند به درون گودال‌ها هدایت می‌شدند. در هر بار ۸ تا ۱۰ یهودی کشته می‌شدند. تیراندازان مردان اس‌دی بودند که در هنگام تیراندازی برخی ایستاده و برخی دیگر زانو می‌زدند. تعداد دقیق قاتلان مشخص نیست. پس از شلیک، برخی از قربانیان در گودال می‌افتادند، و دیگران نیز در امتداد لبه گودال سقوط می‌کردند. بکو، که خود دستور شلیک نیز می‌داد، در میان قربانیان راه می‌رفت و با اسلحه خود به افرادی را که هنوز زنده بودند شلیک می‌کرد. سپس قربانیان بیشتری آورده شدند، مورد اصابت گلوله قرار گرفته و به درون گورها رانده شدند. هنگامی که گودال پر شد، لتونیایی‌ها آن را با شن و ماسه پوشاندند. در هر روز از کشتارها، قربانیان ابتدا ناچار بودند گودال جدیدی حفر کنند و همان روند ادامه می‌یافت. به گفته آدلت، بکو گفت: «یهودیان باید کشته شوند زیرا آنها در رژیم نازی نمی‌گنجیدند و به‌طور کلی یهودیان می‌بایست ریشه‌کن می‌شدند.» روش شرح داده شده توسط آدلت همانند دیگر کشتارهای مرتکب شده توسط آینزاتس‌کماندو ۲ در جنگل بیکرنیکی بود. آدلت شهادت داد که حدود ۵۰۰ تا ۶۰۰ نفر در این کشتار سه روزه کشته شدند. به باور ازرگایلیس، اگر این آمار مربوط به تنها یک کشتار بزرگ بود، تعداد کل کشته‌شدگان در جریان آن چند روز می‌بایست سه برابر بیشتر بوده باشد.
به نظر می‌رسد هیچ شاهد یهودی زنده از رویدادهای یلگاوا اظهار شهادت نکرده باشد. در تنها یک مورد، اظهارات فریدا میکلسون، طراح لباس‌های زنانه از ریگا، در دسترس است که به کار اجباری در کشتزاری نزدی یلگاوا گماشته شده بود:
یکبار نگهبانی دیگر، مسلح به اسلحه اتوماتیک، با دوچرخه نزدیک شد. هنگامی دید که ما - زنان یهودی - مشغول کار هستیم، به شدت برافروخته شد. «چه کسی جرات کرده آن زنان یهودی لعنتی را به اینجا آورد؟ آنها هر آنچه را لمس کنند آلوده می‌کنند!» او سلاح اتوماتیک خود را به سمت ما گرفت. «چه کسی مسئول اینجا است؟» نگهبان ما گفت: «من هستم» و با تکان دادن کاغذی به سوی او دوید. «آن‌ها به دستور فرماندهی ریگا در اینجا کارهای مفیدی را انجام می‌دهند.» آن‌ها با عصبانیت چند کلمه رد و بدل کردند و غریبه سوار دوچرخه شد و دور شد. بعدها زن مزرعه‌دار به ما گفت که اگر نگهبان ما کاغذی را که مسئولیت خود را در قبال ما اعلام می‌کرد، به همراه نمی‌داشت، همه ما در آنجا و در همان کشتزار توسط آن نگهبان غریبه مورد اصابت گلوله قرار می‌گرفتیم.